# Революционная армия Кампучии
Революцио́нная а́рмия Кампучи́и (сокр. РАК; кхмер. កងទ័ពបដិវត្តន៍កម្ពុជា) — бывшие вооружённые формирования камбоджийских коммунистов. Образованы в 1968 году как вооружённое крыло Коммунистической партии Кампучии (КПК). Формировались на манер вооружённых сил КНР, пользовались поддержкой официального Пекина. Первоначально вели вооружённую борьбу против правительства Нородома Сианука (1967—1970), затем против проамериканского режима Лон Нола (1970—1975).
После переворота 1970 года были преобразованы в Наро́дные национа́льно-освободи́тельные вооружённые си́лы Камбо́джи (англ. Cambodian People's National Liberation Armed Forces, CPNLAF), став вооружённым крылом Национального единого фронта Кампучии (НЕФК); с 1970 по 1976 год формально находились в подчинении Королевского правительства национального единства (КПНЕК). Бессменным главнокомандующим силами РАК оставался Та Мок, известный по прозвищу «Мясник» (в партийной иерархии Красных Кхмеров — «Брат номер четыре»).
Вскоре после победы Красных Кхмеров в 1975 году вернули себе прежнее название став регулярными вооружёнными формированиями Камбоджи (с 1976 — Демократической Кампучии). Принимали участие в массовых убийствах во время геноцида. После начала вьетнамской интервенции и падения режима Красных Кхмеров в 1979 году переименованы в Национальную армию Демократической Кампучии (НАДК), ставшую вооружённым крылом преемницы полпотовской компартии — Партии Демократической Кампучии (ПДК).

## Роль в геноциде
Во время трибунала над Красными кхмерами Революционная армия Кампучии была объявлена преступной организацией, а руководящий состав признан виновным в организации геноцида. Её командный состав всецело несет ответственность за множество военных преступлений и преступлений против человечности. Постепенно нарастало сопротивление Красным кхмерам, в разных уголках страны неоднократно вспыхивали восстания против режима. Для их подавления по приказам Ангки уничтожались целые деревни, а их население подвергалось полному уничтожению.
Помимо этого отдельные группы полпотовской армии совершали вылазки на территорию соседних государств, где учиняли расправы над мирным населением. Так, в ходе одной из вылазок, 18 апреля 1978 года Красные кхмеры полностью истребили население вьетнамской деревни Батюк, что на границе с Камбоджей. За один день они истребили более 3 тысяч человек. Резня в Батюк обострила и без того напряженные отношения между Вьетнамом и полпотовским режимом и стала поводом для вьетнамской интервенции в конце 1978 года.

## История
Решение о формировании партизанской армии было принято в сентябре 1960 года на съезде Партии трудящихся Кампучии, на котором были определены основные направления народно-революционной борьбы. Вскоре после съезда были сформированы первые вооруженные формирования компартии, которые негласно именовались «Секретной гвардией». В её задачи входили: защита и создание партизанских баз, захват оружия и охрана руководителей движения.

### Начало вооружённой борьбы
В 1967 году в провинции Баттамбанг вспыхнуло крестьянское восстание (см. Восстание в Самлауте). Восстание стало для Красных Кхмеров сигналом к началу вооружённой борьбы против правительства Камбоджи. Уже в январе следующего года коммунисты совершили первую партизанскую вылазку. На тот момент в их распоряжении было всего два военных лагеря и десять винтовок, однако уже через полгода в провинции шла полномасштабная война.
Первоначально РАК вела вооружённую борьбу против королевского правительства Нородома Сианука, затем против проамериканского режима Лон Нола (Кхмерская Республика).
В годы гражданской войны в Камбодже РАК пользовалась поддержкой КНР и Северного Вьетнама. На стороне Красных Кхмеров сражались партизаны Вьетконга.

## Интересные факты
- 17 января — день основания Революционной армии, с 1976 по 1979 год был государственным праздником в Камбодже (Демократчиеской Кампучии) и отмечался как день вооружённой борьбы.